# PL-4
Die PL-4 (chinesisch 霹雳-4, Pinyin Pīlì – „Donnerschlag“) ist ein nie über das Prototypenstadium hinaus gekommener Entwurf einer Luftkampflenkwaffe der Volksrepublik China.
Sie ähnelt einer amerikanischen AIM-7D und wurde ab 1966 in der "Air-to-Air Missile Research Academy" (zuvor als "Institut 607" oder "EOTDC" bekannt) der AVIC1 in Luoyang in der Provinz Henan entwickelt. Durch technische Probleme und politische Einflussnahmen verzögerte sich die Entwicklung stark, so dass erst 1980 ein erstes Exemplar für Tests am Boden und 1984 eines für Flugtests zur Verfügung stand.
Geplant waren 2 Versionen, die eine mit einem halbaktiven Radarsuchkopf (PL-4A), die andere mit einem Infrarotsuchkopf (PL-4B).
Da die gewünschten Leistungen nicht nachgewiesen werden konnten, wurde das Entwicklungsprogramm 1985 abgebrochen, ohne dass eine Waffe dieses Typs in den aktiven Dienst genommen worden wäre.